# 오스발도 푸글리에세

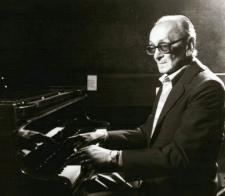

오스발도 푸글리에세(Osvaldo Pugliese, 1905년 12월 2일 ~ 1995년 7월 25일)는 아르헨티나의 탱고 음악가이다. 피아노 주자·지휘자·작곡가이다. 푸글리에세는 부에노스아이레스시(市)의 크레스포 지구(地區)에서 태어나 일찍부터 피아노를 익혀 탱고계에 나섰다. 로베르토 피르포, 페드로 마피아의 악단을 거쳐 1929년에 엘비노 바르다로와 함께 오르케스타 티피카를 결성, 탱고 다방인 '헤르미나'에 데뷔하였으나 그 후 악단을 해산하였다. 1931년에 다시 로베르토 피르포, 미겔 카로, 페드로 라우렌스의 악단에 참가, 활약하였으며 1938년에 독립, 자기 악단을 결성하였다. 1940년대부터는 차차 연주력이 충실해졌으며 완벽한 앙상블에 의한 날카로운 리듬과 뛰어난 표현력은 당시에서는 유일한 것으로 손꼽혔다. 작품으로는 <레크에르도>, <라 준바바>, <코라소네안도> 등이 있다.